# Club Atlético Goes
El Club Atlético Goes es un club reconocido en el baloncesto uruguayo de la ciudad de Montevideo, tomando su nombre del barrio de Goes. Fue fundado el 10 de abril de 1934.
Actualmente participa de la Liga uruguaya de ascenso (metropolitano), segunda división del baloncesto nacional.  

## Historia
El Club Atlético Goes fue fundado el 10 de abril de 1934 por un grupo de estudiantes y deportistas del barrio que lleva su nombre. 
Goes, se dice el único club con socios antes de ser fundado, dado que hay registros de marzo de 1934. En primera instancia tenían su cancha en ubicada en Guaviyú y Libres, conocida como "La leonera de Guaviyú" y el equipo en ese entonces era conocido como "la roja del mercado". 
La camiseta y escudo originales de Goes fueron rojo con franjeado único azul con una letra G en el pecho, pero tras el ascenso a Segunda División, luego de ganar el Torneo Extra de tercera por primera vez en 1935, se introdujo una modificación en la camiseta y se anexaron las dos líneas azules como se conoce actualmente. Los cambios fueron debido a similitudes con otros equipos de la época.
En su debut en 1934 en la Tercera División fue campeón. Al año siguiente fue campeón de Segunda División y ya en su tercer año de vida pasó a jugar en el campeonato de Primera División. En 1939 fue campeón federal.
Ha sido campeón en cuatro ocasiones (1939, 1947, 1958 y 1959) y subcampeón en tres ocasiones más (1940, 1943 y 1961).

## Uniforme
- Uniforme titular: camiseta roja con dos franjas horizontales azules, bermuda rojo y azul, medias azules.
- Uniforme alternativo: camiseta blanca con dos franjas horizontales rojas, bermuda blanca y roja, medias blancas o negras.

## Plantel
| Plantel 2023-24 | Plantel 2023-24     | Plantel 2023-24 | Plantel 2023-24 | Plantel 2023-24     | Plantel 2023-24 |
| --------------- | ------------------- | --------------- | --------------- | ------------------- | --------------- |
| Número          | Nombre de Jugador   | Ficha           | Posición        | Fecha de Nacimiento | Altura          |
| 00              | Kevin Allen         | Innominada      | Pivot           | 09-08-1994          | 211             |
| 1               | Ignacio Dos Santos  | Juvenil         | Alero           | 26-07-2005          |                 |
| 5               | Renzo Taramasco     | Juvenil         | Base            | 23-12-2004          |                 |
| 5               | Elijah Minnie       | Innominada      | Ala-Pivot       | 04-08-1994          | 203             |
| 9               | Mateo Giano         | Nacional        | Base            | 18-12-2000          | 185             |
| 10              | Joaquín Núñez       | Sub-23          | Escolta         | 27-06-2001          | 181             |
| 11              | Sebastián Izaguirre | Nacional        | Ala-Pivot       | 04-12-1985          | 207             |
| 13              | Mauricio Arregui    | Nacional        | Pivot           | 21-11-1998          | 197             |
| 20              | Sebastián Sosa      | Sub-23          | Base            | 19-04-2001          | 175             |
| 22              | Christian Pereira   | Nacional        | Alero           | 31-12-1993          | 194             |
| 24              | Ezequiel Piñeiro    | Sub-23          | Alero           | 01-04-2001          | 193             |
| 27              | Francisco Dávila    | Juvenil         | Alero           | 04-05-2004          |                 |
| 30              | Diego Menza         | Sub-23          | Base            | 10-05-2003          |                 |
| 31              | Álex López          | Nacional        | Escolta         | 29-10-1993          | 185             |
|                 | Justin Jackson      | Innominada      | Ala Pivot       | 13-10-1990          | 205             |

## Hinchada
La hinchada de Goes es una de las más numerosa de todo el Uruguay, debido al verdadero arraigo de su gente con el barrio donde es locatario. Mucha gente que diariamente acuden al club, ya sea para practicar basquetbol, por otras actividades que cubre la institución (boxeo, balonmano, etc.), o por simple simpatía hacia Goes, acceden a las tribunas para presenciar los partidos del plantel principal de básquet.
Sin embargo, ha habido varios incidentes con otras barras, que le ha costado a la institución desde Multas, pasando por clausura del Estado, hasta la desafiliación de la FUBB. Recordado ejemplo fue los incidentes causados por hinchas de Goes y Aguada luego de un partido por el Metropolitano 2008, que involucraron tanto a hinchas como jugadores y personal del cuerpo técnico de ambas instituciones y que le costó a Goes la suspensión por 2 años y descenso a la tercera división. Estos casos de violencia entre hinchadas suelen suceder cuando se juegan partidos contra las instituciones con las cuales el club tiene más rivalidad, por ejemplo el clásico contra Aguada, y otros menos importantes como 25 de Agosto o Atenas. Cabe aclarar que estos hechos de violencia son repudiados por la gruesa mayoría de aficionados y no son ejemplo del prestigio e historia de la institución.

## Rivalidad
Su clásico rival es el Club Atlético Aguada, con quien limita en barrio y comparte origen. Juntos forman el clásico más importante de basquetbol en Uruguay debido a su arraigo popular, lo cual genera una alta rivalidad.

## Palmarés

### Torneos nacionales
- Federal Primera División (4): 1939, 1947, 1958, 1959